# Wasmes-Audemez-Briffœil
Wasmes-Audemez-Briffœil is een deelgemeente van de Waalse stad Péruwelz in de Belgische provincie Henegouwen. Tot de deelgemeente horen het dorp Wasmes en de gehuchten Audemez en Briffœil

## Geschiedenis
De gemeente Wasmes-Audemez-Briffœil ontstond in 1829 toen de gemeenten Wasmes-Audemez, zelf uit een fusie ontstaan, en Briffœil werden samengevoegd.
Bij de gemeentelijke herindeling van 1977 werd Wasmes-Audemez-Briffœil een deelgemeente van Péruwelz.

## Demografische ontwikkeling
- Bronnen:NIS, Opm:1831 tot en met 1970=volkstellingen

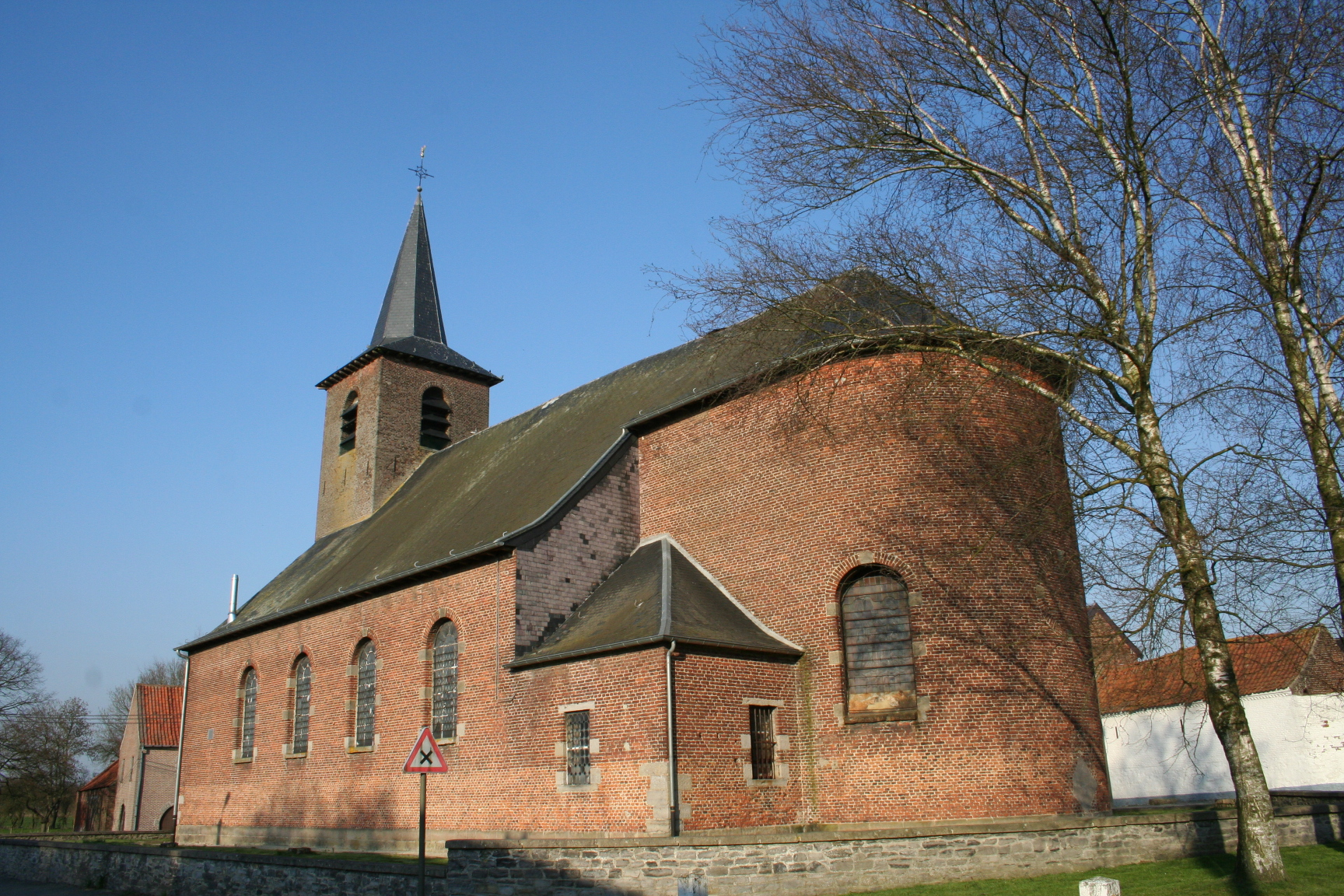
Sint-Martinuskerk.